# Georg Braulik
Georg Braulik OSB (* 20. Juni 1941 in Wien, geboren als Peter Braulik, Ordensname Georg) ist ein österreichischer römisch-katholischer Theologe und emeritierter Universitätsprofessor für Alttestamentliche Bibelwissenschaft.

## Leben
Nach dem Besuch des Wiener Schottengymnasiums trat Braulik 1959 in die Schottenabtei ein. Von 1960 bis 1965 studierte er an der Katholisch-Theologischen Fakultät der Universität Wien und wurde 1965 zum Priester geweiht. 1966 promovierte er in Wien mit einer Dissertation in neuer Kirchengeschichte, bevor er von 1966 bis 1969 sein Studium am Päpstlichen Bibelinstitut in Rom fortsetzte und dort 1973 mit einer alttestamentlichen Dissertation zum Dr. in re biblica promovierte. Ab 1969 war er Assistent und Lehrbeauftragter am Institut für die Alttestamentliche Bibelwissenschaft der Katholisch-Theologischen Fakultät der Universität Wien, wo er sich 1975 auch habilitierte. 1976 wurde er Außerordentlicher Universitätsprofessor und Leiter der neuerrichteten Abteilung für Biblische Theologie. Von 1977 bis 1980 arbeitete er als Sekretär des Kongresses der International Organization for the Study of the Old Testament, der 1980 in Wien stattfand. Von 1989 bis 2004 war er Ordentlicher Universitätsprofessor, seit 1999 ist er korrespondierendes Mitglied der Österreichischen Akademie der Wissenschaften.
Bisher veröffentlichte Braulik über 20 Monographien und rund 170 vorwiegend bibelwissenschaftliche Artikel in Fachzeitschriften, von denen ein Teil in zehn Weltsprachen übersetzt worden ist. Er ist Herausgeber der Österreichischen Biblischen Studien. Gemeinsam mit Norbert Lohfink hat er auch die Online-Datenbank Analytische Bibliografie zum Deuteronomium erstellt. Mehrfach war er Gastprofessor an verschiedenen Theologischen Fakultäten innerhalb und außerhalb Europas. Von 1978 bis 2005 leitete er viele „Wissenschaftliche Exkursionen“ in die Länder des Nahen Ostens. Zudem ist er wissenschaftlicher Berater und Verfasser von Textbüchern mehrerer Fernsehsendungen des Österreichischen Rundfunks und Autor zahlreicher Hörfunksendungen. 
Braulik erhielt 1976 den Kardinal-Innitzer-Förderungspreis für Theologie sowie 1977 den Förderpreis der Hochschuljubiläumsstiftung der Stadt Wien, 2004 wurde ihm der Würdigungspreis für Geisteswissenschaften des Kardinal-Innitzer-Studienfonds verliehen, 2014 der Wilhelm-Hartel-Preis der Österreichischen Akademie der Wissenschaften. Zudem erhielt er 2006 das Ehrendoktorat der Philosophisch-Theologischen Hochschule Sankt Georgen in Frankfurt am Main sowie 2013 jenes der Benediktinerhochschule Sant’Anselmo in Rom. 2020 wurde er mit dem Goldenen Doktordiplom der Universität Wien ausgezeichnet.

## Werke
- Cölestin Wolfsgruber OSB – Hofprediger und Professor für Kirchengeschichte (1848–1924) (= Wiener Beiträge zur Theologie 19). Herder, Wien 1968.
- Psalm 40 und der Gottesknecht (= Forschung zur Bibel 18). Echter, Würzburg 1975.
- Die Mittel deuteronomischer Rhetorik erhoben aus Deuteronomium 4,1–40 (= Analecta Biblica 68). Biblical Institut Press, Rom 1978.
- Studien zur Theologie des Deuteronomiums (= Stuttgarter biblische Aufsatzbände 2). Kath. Bibelwerk, Stuttgart 1988, ISBN 978-3-460-06021-0.
- Die deuteronomischen Gesetze und der Dekalog: Studien zum Aufbau von Deuteronomium 12–26 (= Stuttgarter Bibelstudien 145). Kath. Bibelwerk, Stuttgart 1991, ISBN 978-3-460-04451-7.
- Deuteronomium 16,18–34,12 (= Die Neue Echter Bibel. Kommentar zum Alten Testament mit der Einheitsübersetzung 28). Echter, Würzburg 1992, ISBN 978-3-429-01442-1.
- The Theology of Deuteronomy: Collected Essays of Georg Braulik, OSB (= Collected Essays 2). Bibal, N. Richland Hills / Tx 1994, ISBN 978-0-941037-30-3.
- Studien zum Buch Deuteronomium (= Stuttgarter biblische Aufsatzbände 24). Kath. Bibelwerk, Stuttgart 1997, ISBN 978-3-460-06241-2.
- Zivilisation der Liebe. Biblische Betrachtungen (= Münsterschwarzacher Kleinschriften 110). Vier Türme, Münsterschwarzach 1998, ISBN 978-3-87868-610-1.
- Deuteronomium 1–16,17 (= Die Neue Echter Bibel. Kommentar zum Alten Testament mit der Einheitsübersetzung 15). Echter, Würzburg 2000 (2. Aufl.), ISBN 978-3-429-00997-7.
- Studien zum Deuteronomium und seiner Nachgeschichte (= Stuttgarter biblische Aufsatzbände 33). Kath. Bibelwerk, Stuttgart 2001, ISBN 978-3-460-06331-0.
- Gemeinsam mit Norbert Lohfink: Osternacht und Altes Testament. Studien und Vorschläge. Mit einer Exsultetvertonung von Erwin Bücken (= Österreichische Biblische Studien 22). Peter Lang, Frankfurt a. M. 2003, ISBN 978-3-631-51819-9.
- Gemeinsam mit Norbert Lohfink: Liturgie und Bibel. Gesammelte Aufsätze (= Österreichische Biblische Studien 28). Peter Lang, Frankfurt a. M. 2005, ISBN 978-3-631-54513-3.
- Studien zu den Methoden der Deuteronomiumsexegese (= Stuttgarter biblische Aufsatzbände 42). Kath. Bibelwerk, Stuttgart 2006, ISBN 978-3-460-06421-8.
- Gemeinsam mit Norbert Lohfink: Osternacht und Altes Testament – Ergänzungsband. Vertonung des Vigilvorschlags durch Godehard Joppich (= Österreichische Biblische Studien 33). Peter Lang, Frankfurt a. M. 2008, ISBN 978-3-631-56994-8.
- Psalmen beten mit dem Benediktinischen Antiphonale (= Österreichische Biblische Studien 40). Peter Lang, Frankfurt a. M. 2011, ISBN 978-3-631-63056-3.
- Ószövetség és liturgia. Válogatott tanulmányok [Altes Testament und Liturgie. Gesammelte Aufsätze] (= Napiaink Teológiája 18). Bencés Kiadó, Pannonhalma 2012, ISBN 978-963-314-025-3.
- L'esegesi anticotestamentaria e la liturgia. Nuovi sviluppi negli ultimi decenni (= Leiturgia – Lectiones Vagagginianae). Cittadella Editrice, Assisi 2014, ISBN 978-88-308-1382-3.
- Studien zu Buch und Sprache des Deuteronomiums (= Stuttgarter biblische Aufsatzbände 63). Kath. Bibelwerk, Stuttgart 2017, ISBN 978-3-460-06631-1.
- Tora und Fest. Aufsätze zum Deuteronomium und zur Liturgie (= Stuttgarter biblische Aufsatzbände 69). Kath. Bibelwerk, Stuttgart 2019, ISBN 978-3-460-06691-5.
- Ins Herz geschaut. Beten mit den Heiligen des Alten Testaments. Tyrolia, Innsbruck-Wien 2020, ISBN 978-3-7022-3866-7.
- Gemeinsam mit Norbert Lohfink: Sprache und literarische Gestalt des Buches Deuteronomium. Beobachtungen und Studien (= Österreichische Biblische Studien 53). Peter Lang, Berlin 2021, ISBN 978-3-631-85734-2.
- Gemeinsam mit Norbert Lohfink: Die Rhetorik der Moserede in Deuteronomium 1–4 (= Österreichische Biblische Studien 55). Peter Lang, Berlin 2022, ISBN 978-3-631-87348-9.
- Gemeinsam mit Norbert Lohfink: Kommentar zu Deuteronomium 1 (= Österreichische Biblische Studien 60). Peter Lang, Berlin 2024, ISBN 978-3-631-89521-4.
- Das Buch Deuteronomium. Bibeltheologische Aufsätze (= Beihefte zur Zeitschrift für die alttestamentliche Wissenschaft 561). De Gruyter, Berlin/Boston 2025, ISBN 978-3-111-48426-6.
- Geliebt und erwählt. Theologische Betrachtungen zum Buch Deuteronomium. Eos, St. Ottilien 2025, ISBN 978-3-8306-8273-8.